# Svankila naturreservat

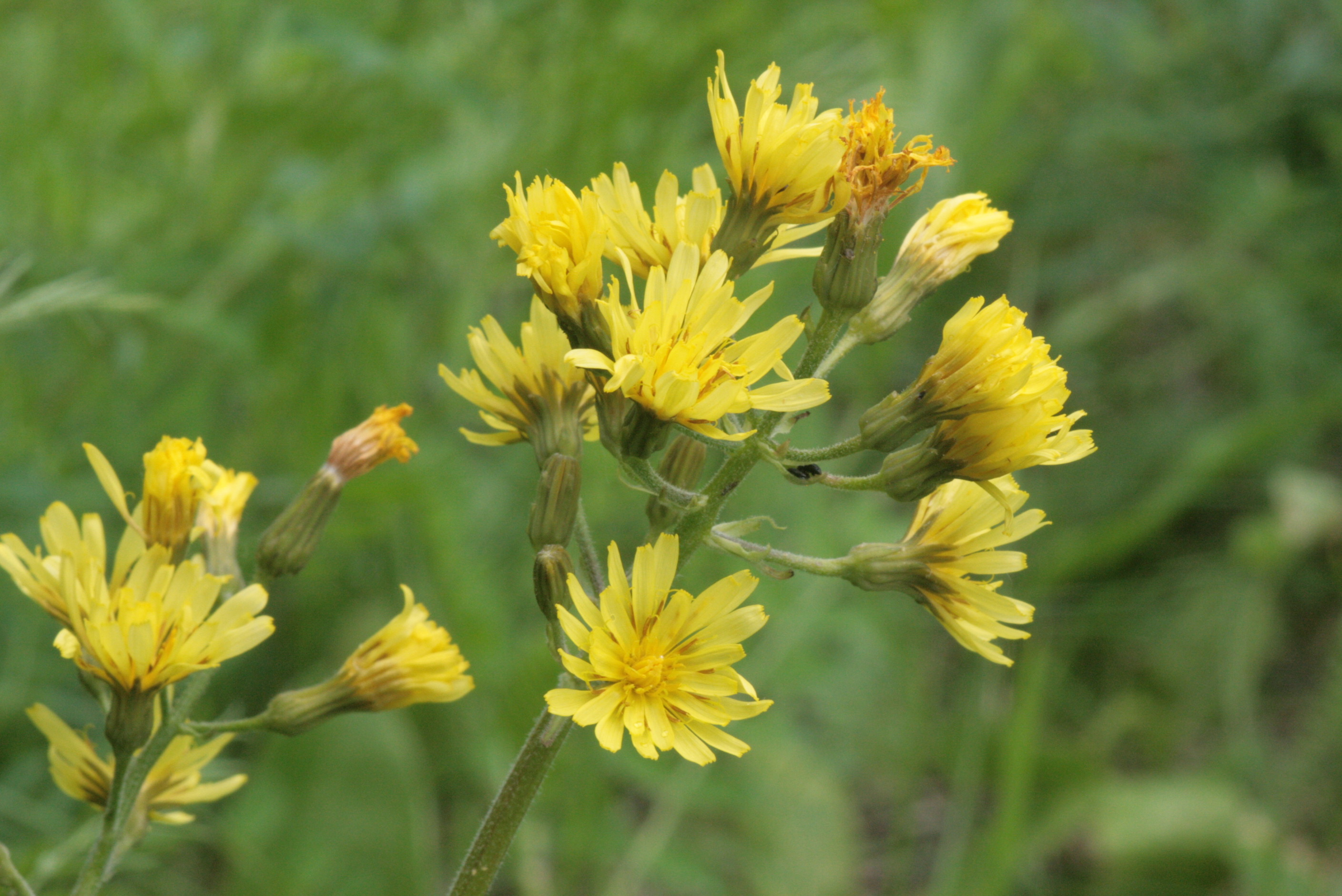
Klasefibbla

Svankila är ett naturreservat i Melleruds kommun i Dalsland i Västra Götalands län.
Reservatet bildades 2007 och är 61 hektar stort. Det ligger 8 km norr om Mellerud och består av örtrik granskog på kalkrik berggrund. 
Den södra delen av naturreservatet utgörs främst av äldre granskog på kalkrik berggrund. Skifferberget går i dagen på en del ställen och där finns en rik kalkgynnad moss- och lavflora. Där hyser området ett flertal rödlistade arter och signalarter. Det är gott om död ved i form av grova lågor, döda stående träd och högstubbar.
Den norra delen sträcker sig som en udde ut i Svanefjorden och består av kalkrika lövskogslundar med inslag av ädellövträd. Karaktäristiskt är det stora antalet grova ekar. I övrigt utgörs trädskiktet främst av asp, klibbal, björk, sälg och alm. På udden i norr finns ett mycket gammalt tallbestånd. Längs stranden växer på flera ställen en rad knotiga tallar. Mindre hackspett och skogsduva häckar i området. Där kan man hitta växter som brudbröd, backsmörblomma, småfingerört, brudsporre, Sankt Pers nycklar, klasefibbla
och skogsstarr.
På Svankilahalvön finns ett småskaligt och omväxlande odlingslandskap med åkrar, hagmarker och kulturhistoriskt intressant bebyggelse. Svankila har varit en gård av stor betydelse.
Pilgrimsleden passerar genom reservatet.
Området förvaltas av Västkuststiftelsen.